# Nagynyárád
Nagynyárád est un village et une commune du comitat de Baranya en Hongrie.